# 急流

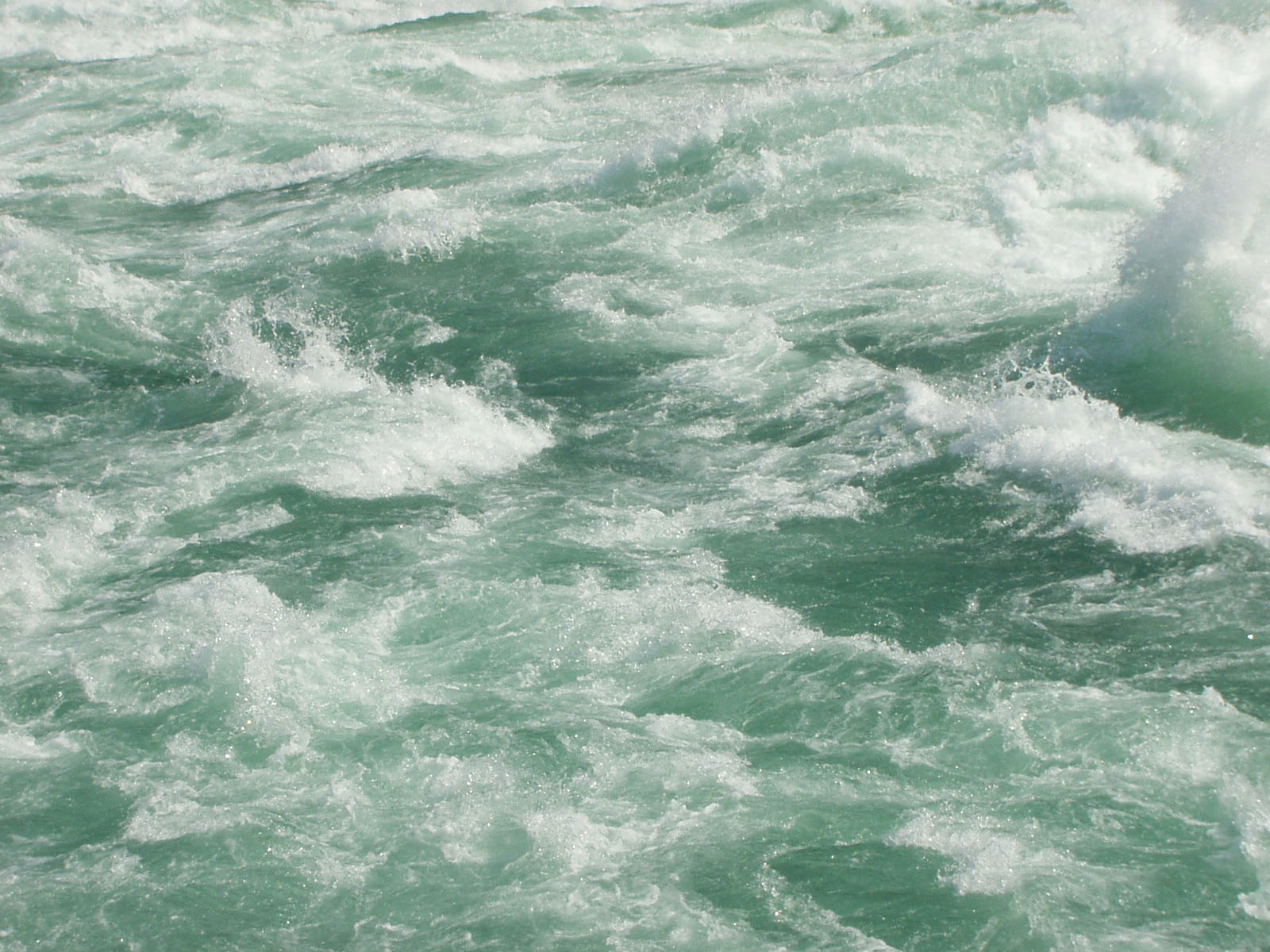
ナイアガラの滝の下流の乱流

急流（きゅうりゅう）、あるいは早瀬（はやせ）は、比較的急な傾斜になっていて水の速度が速く、乱流になっているような川の区間である。
なお、早瀬は流れの速い海流の形容と、その現象が生じる狭い海峡の一般的な呼称としても用いられる。

## 概要
穏やかな流れと滝の間など、河床がより下流の河床に比べて水の浸食に強い場合に発生する、水文学的な現象である。
川が浅くなり、水面上に露出した岩が存在することを特徴としている。流れている水が岩の周りに飛び散ることから、気泡が水に含まれて水の表面の一部が白く濁る。固い岩盤を流れる若い河川は、その大半の区間で急流になることがある。山間部を流れる上流域は渓流と呼ばれ、往々に急流である。
国際河川難易度スケールでIからVIまで分類されており、Iに近いほど穏やかな流れで、VIになるほど滝に近くなる。クラス5はさらに5.1から5.9に分類されることがある。

## 日本における急流
ヨーロッパ諸国と比べ、日本の川の特徴は急流とされる。例えば、イギリスの日本研究家バジル・ホール・チェンバレンの『日本事物誌』には、「国土が狭小なために、大抵の日本の河川は、川（リブァー）というより、むしろ急流（トレンツ）である」と記述され、河川技術者として日本に招かれたオランダ人の土木技師ヨハニス・デ・レーケも、明治24年（1891年）7月の大洪水後の常願寺川を見て「これは川ではない、滝だ」と表現したと伝えられる。
以上のように、日本へ調査に来た外国人は一様にその河川の急流具合に興味を示したが、2020年には実際にこの発言をしたのはデ・レーケではなくローウェンホルスト・ムルデルであり、対象の川は常願寺川ではなく早月川であったと、富山県会議事録の調査で結論付けられている。